# Nancy Peña (Comicautorin)
Nancy Peña (* 13. August 1979 in Toulouse) ist eine französische Comicautorin und Illustratorin. 

## Leben
Nancy Peña ist die Tochter eines Comicsammlers, was ihr Interesse am Medium weckte. Sie studierte Angewandte Kunst und wurde später Kunstlehrerin, ehe sie ihre Comics veröffentlichte.

## Werke
- La montagne en marche. Pieds sous Terre, Frontignan 2006, ISBN 978-2-910431-93-8.
- Au point de devant. Boîte à bulles, Antony 2006, ISBN 978-2-84953-021-4.
- Au point d'entre-deux. Boîte à bulles, Antony 2007, ISBN 978-2-84953-051-1.
- Tea party. Dibbuks, Madrid 2009, ISBN 978-84-936880-3-5.
- Nancy Peña. Édition Charrette, Libourne 2012, ISBN 978-2-91547807-5.
- Raiponce. Märchen der Brüder Grimm. Illustrationen von Nancy Peña. Tourbillon, Paris 2013, ISBN 978-2-84801-771-6.
- Madame: L’année du chat. Boîte à bulles, Saint-Avertin 2015, ISBN 978-2-84953-254-6.